# مبارک حسن شامی
مبارک حسن شامی (عربی: مبارك حسن شامي؛ زادهٔ ۱ دسامبر ۱۹۸۰) دونده ماراتن و دونده دو استقامت کنیایی‌تبار اهل قطر است.